# Heiko Salzwedel
Heiko Salzwedel (16 de abril de 1957-Berlín, 29 de septiembre de 2021) fue un entrenador de ciclismo y director de equipo alemán.

## Carrera de entrenador
Después de mudarse de Alemania del Este hacia Australia en 1990 estableció el programa del Instituto Australiano de Ciclismo Deportivo en Carretera / MTB en Canberra. Jinetes de clase mundial, como Robbie McEwen, Cadel Evans, Patrick Jonker, Henk Vogels, Matt White, Nick Gates y Kathryn Watt, surgieron de este programa.
En 1996 como parte de la campaña para incluir a ciclistas profesionales y carreras en la preparación para los Juegos Olímpicos de Sídney 2000, creó el primer equipo de comercio australiano registrado en la UCI: el equipo GIANT-Australian Institute of Sport Cycling Team (GIANT-AIS; más tarde: ZVVZ-GIANT-AIS).
En 1998 regresó a Europa trabajando brevemente como director de Performance de la Federación Alemana de Ciclismo (BDR) antes de cambiarse a la unidad de "Monitoreo y Evaluación" financiada por la Lotería de Deportes del Reino Unido en 2000. En 2001, pasó a trabajar como Performance Gerente en British Cycling .
A partir de 2003, entre otros, comenzó a trabajar como consultor para la Federación Danesa de Ciclismo. Otros clientes de su empresa SL-sports incluyeron la UCI, Speed Skating Canada, Swiss Triathlon, Equipe Nuernberger, SRM y el T-Mobile Cycling Team. Para este último dirigió el Programa de Desarrollo de T-Mobile, que incluyó a ciclistas como Mark Cavendish, Edward Clancy, Geraint Thomas, Ian Stannard y Stefan Denifl.
En 2005 fue nombrado Entrenador Nacional de Ciclismo en Pista de Dinamarca. En tres años, elevó a la escuadra de persecución por equipos daneses del décimo lugar en el Campeonato Mundial de 2006 en Burdeos a la Plata Olímpica en los Juegos Olímpicos de Pekín 2008, logrando en las semifinales 3: 56.831, el segundo tiempo más rápido del mundo.
A finales de 2008, regresó a la British Cycling Federaton como Performance Manager.
En 2012 fundó el equipo ciclista profesional ruso Gazprom-RusVelo.
En octubre de 2014, Salzwedel se reincorporó a British Cycling para un tercer período con la federación, con la responsabilidad del programa de resistencia masculina. En este rol, entrenó a Bradley Wiggins en su exitoso intento por romper el récord de la hora mundial en junio de 2015, y entrenó al equipo de persecución por equipos a una medalla de oro en los Juegos Olímpicos de Río de Janeiro 2016. En octubre de 2017 se informó en los medios de comunicación que había sido despedido de su cargo: En enero de 2018, British Cycling confirmó que había dejado su cargo.

## Vida personal
Salzwedel estaba casado y tenía dos hijos. Murió el 29 de septiembre de 2021 en Berlín.